# Antoine Taudou
Antoine Taudou, né le 24 août 1846 à Perpignan (Pyrénées-Orientales) et mort le 6 juillet 1925 à Saint-Germain-en-Laye, est un violoniste et compositeur français.

## Biographie
Antoine Antonin Barthélemy Taudou naît le 24 août 1846 à trois heures de l'après-midi au domicile familial, situé au n°2 de la Rue de la Poste à Perpignan. Ses parents sont Simon Taudou, instituteur, et Marguerite Rieux, sans profession.

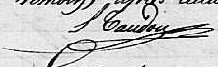
Signature de son père sur l'acte de naissance

Il étudie au Conservatoire de musique et de déclamation à Paris, il obtient un premier prix d'harmonie dans la classe d'Augustin Savard en 1867 puis un premier prix de contrepoint et fugue dans la classe de composition d'Henri Reber en 1868 et remporte le Grand Prix de Rome en 1869 avec la cantate Francesca da Rimini, ceci lui permet de séjourner à la villa Médicis à Rome.
En 1883, il enseigne l'harmonie au Conservatoire de musique et de déclamation. On compte parmi ses élèves de grands musiciens comme Charles Koechlin, Jacques de La Presle et Aymé Kunc.

## Œuvres
Ses compositions sont les suivantes :
- 1870 : Une mélodie et une barcarolle sur des vers de Victor Hugo ; trois pièces pour violon : un adagio, une « Napolitaine » et une « chanson »[4].
- une illustration musicale de la pièce de théâtre de François Coppée, le Luthier de Crémone, dont la première a lieu le 23 mai 1876 au Théâtre-Français (Comédie-Française), avec un Prélude pour violon seul. À cette époque, la critique souligne la belle inspiration de cette page d’une haute élévation de style,
- Marche-Ballet, Chant des Montagnes et Marche Nocturne pour orchestre,
- Concerto pour violon,
- Quatuor à cordes,
- Trio pour piano,
- Trio pour flûte, alto et violoncelle,
- Au Valespir, chant pyrénéen, partition pour chant et piano, paroles de Pierre Talrich.